# Lista de representantes permanentes do Japão nas Nações Unidas
Esta é uma lista de representantes permanentes do Japão, ou outros chefes de missão, junto da Organização das Nações Unidas em Nova Iorque.
O Japão foi admitido como membro das Nações Unidas a 18 de dezembro de 1956.
| Início | Término | Representante permanente (Chefe de missão) | Cargo                    | Credenciais |
| ------ | ------- | ------------------------------------------ | ------------------------ | ----------- |
| 1954   | 1955    | Renzo Sawada                               | Chefe da delegação       | -           |
| 1955   | 1957    | Toshikazu Kase                             | Representante permanente |             |
| 1957   | 1961    | Kōtō Matsudaira                            | Representante permanente |             |
| 1961   | 1963    | Katsuo Okazaki                             | Representante permanente |             |
| 1963   | 1967    | Akira Matsui                               | Representante permanente |             |
| 1967   | 1971    | Chihiro Tsuruoka                           | Representante permanente |             |
| 1971   | 1973    | Toru Nakagawa                              | Representante permanente |             |
| 1973   | 1976    | Shizuo Saito                               | Representante permanente |             |
| 1976   | 1979    | Isao Abe                                   | Representante permanente |             |
| 1979   | 1983    | Masahiro Nishibori                         | Representante permanente |             |
| 1983   | 1986    | Mizuo Kuroda                               | Representante permanente |             |
| 1986   | 1988    | Kiyoaki Kikuchi                            | Representante permanente |             |
| 1988   | 1990    | Hideo Kagami                               | Representante permanente |             |
| 1990   | 1994    | Hatano TakashiTakeshi                      | Representante permanente |             |
| 1994   | 1998    | Hisashi Owada                              | Representante permanente |             |
| 1998   | 2002    | Yukio Satoh                                | Representante permanente | 1998-10-29  |
| 2002   | 2004    | Koichi Haraguchi                           | Representante permanente | 2002-09-09  |
| 2004   | 2007    | Kenzo Oshima                               | Representante permanente | 2004-12-21  |
| 2007   | 2010    | Yukio Takasu                               | Representante permanente | 2007-08-28  |
| 2010   | 2013    | Tsuneo Nishida                             | Representante permanente | 2010-08-24  |
| 2013   | 2016    | Motohide Yoshikawa                         | Representante permanente | 2013-09-13  |
| 2016   | atual   | Koro Bessho                                | Representante permanente | 2016-06-22  |